# داوود إرنست مكارثي
داوود إرنست مكارثي، وهو مؤلف موسيقي أيرلندي ولد في 14 ديسمبر 1980، ارتبط اسمه بحركة إعادة الحداثة. نُشرت أعماله في "يونيفرسال إديشن" في فيينا.

## حياته الشخصية
اعتنق مكارثي الإسلام.
يستخدم الموسيقى لدعم الشعب الفلسطيني. فعلى سبيل المثال، أهدى رباعيته الوترية الثانية إلى الفتيات والنساء الفلسطينيات ضحايا العنف الجنسي. كما قام بتأليف مقطوعة موسيقية للأوركسترا الوترية بعنوان "مقدمة"، والتي تستخدم صوت الأوركسترا لمحاكاة الصوت الذي تصدره الطائرات بدون طيار في حصار غزة عام 2024، بما في ذلك طائرة رباعية بدون طيار تشغل تسجيلًا لطفل يبكي عبر مكبر الصوت، لاستدراج الضحايا الذين يأتون للتحقيق ثم يهاجمونهم.